# Michael Groß (nadador)
Michael Groß o Michael Gross (Fráncfort, Alemania, 17 de junio de 1964) es un exnadador alemán. Con 2,01 metros de altura, recibió el apodo de "el Albatros" porque sus largos brazos le daban una envergadura de 2,11 metros.
En la década de los ochenta, fue el abanderado de la natación europea al ser plusmarquista mundial en cuatro disciplinas al mismo tiempo (200 y 400 metros libre; 100 y 200 metros mariposa), ganar seis medallas en los juegos olímpicos (tres de oro), trece medallas en campeonatos mundiales (cinco de oro) y diecinueve medallas en campeonatos europeos (trece de oro).
Gross se mostró casi intratable en los 200 metros mariposa, al ganar un oro olímpico, dos títulos mundiales, cuatro títulos europeos y batir cuatro veces el récord del mundo en esa prueba.

## Trayectoria
En Guayaquil 82, cuando tenía 18 años, fue campeón del mundo en los 200 metros libre y los 200 metros mariposa, además de ganar la medalla de plata en los 100 metros mariposa y el bronce en los relevos de 4 × 200 m libre y 4 x 100 m estilos.
En Los Ángeles 1984, consiguió dos medallas de oro: en los 200 metros libre, batiendo el récord del mundo (1:47,44), y en los 100 metros mariposa, en donde derrotó al favorito y plusmarquista mundial, el estadounidense Pablo Morales, además de lograr un nuevo récord mundial con un tiempo de 53,08 segundos. Se esperaba que ganara una tercera medalla de oro en los 200 metros mariposa, pero fue derrotado por un desconocido nadador australiano llamado Jon Sieben. También ganó la medalla de plata en el relevo de 4 × 200 m libre.
En el Campeonato Europeo de 1985 en Sofía ganó 6 medallas de oro, 3 en pruebas individuales: 100 y 200 metros mariposa, y 200 metros libre.
En el Campeonato Mundial de 1986 celebrado en Madrid, ganó la medalla de oro en los 200 metros libre y los 200 metros mariposa, y la plata en el 4 × 200 m libre y 4 x 100 m estilos.
En Seúl 1988 obtuvo una medalla de oro en los 200 metros mariposa, además de lograr una medalla de bronce en el relevo 4 × 200 m libre.
Fue nombrado Nadador de Año en 1985 por la revista Swimming World Magazine y admitido por la International Swimming Hall of Fame en 1995.